# Neotabuda capensis
Neotabuda capensis är en tvåvingeart som först beskrevs av Krober 1931.  Neotabuda capensis ingår i släktet Neotabuda och familjen stilettflugor. Inga underarter finns listade i Catalogue of Life.